# Communauté de communes Montmerle Trois Rivières
La communauté de communes Montmerle Trois Rivières est une ancienne communauté de communes située dans l'Ain et regroupant huit communes. Elle a été dissoute le 1er janvier 2017 à la suite de sa fusion avec la Communauté de communes Val-de-Saône Chalaronne pour former la Communauté de communes Val-de-Saône Centre.

## Historique
- 29 décembre 1994 : création
- 1er octobre 1995 : collecte et destruction des ordures ménagères
- 8 avril 1996 : modification du siège
- 8 avril 1996 : modification de la composition du conseil du district
- 18 novembre 1996 : rajout de révision et suivi du schéma directeur Val de Saône-Beaujolais
- 30 avril 1997: réalisation du programme d'actions du contrat de pays du Val de Saône sud de l'Ain et réalisation de ses actions connexes et gestion de l'ensemble de ces actions
- 20 décembre 1999 : transformation du district en communauté de communes
- 30 novembre 2001 : modification compétence aménagement de l'espace, voir statuts
- 26 février 2003 : modif du siège au parc visiosport 3 rivières le Grand Rivollet 01090 Montceaux
- 23 juillet 2003 : compétence affaires sociales, sportives, scolaires et culturelles (voir statuts)
- 18 novembre 2005 : modification et extension des compétences de la communauté de communes
- 1er janvier 2013 : dans le cadre de la réforme des collectivités territoriales, les communes de Chaleins et de Messimy-sur-Saône intègrent le périmètre de la communauté de communes[3].
- 1er janvier 2017 : disparition à la suite de la fusion avec la communauté de communes Val-de-Saône Chalaronne donnant naissance à la communauté de communes Val-de-Saône Centre[4].

## Composition
La communauté de communes était composée des communes suivantes :
| Nom                 | Code Insee | Gentilé      | Superficie (km2) | Population (dernière pop. légale) | Densité (hab./km2) |
| ------------------- | ---------- | ------------ | ---------------- | --------------------------------- | ------------------ |
| Montceaux (siège)   | 01258      | Montcelliens | 10,03            | 1 211 (2014)                      | 121                |
| Chaleins            | 01075      | Chalinois    | 17,00            | 1 234 (2014)                      | 73                 |
| Francheleins        | 01165      |              | 13,56            | 1 515 (2014)                      | 112                |
| Genouilleux         | 01169      | Génoliens    | 4,08             | 583 (2014)                        | 143                |
| Guéreins            | 01183      | Guerinois    | 4,51             | 1 423 (2014)                      | 316                |
| Lurcy               | 01225      | Luperciens   | 4,81             | 395 (2014)                        | 82                 |
| Messimy-sur-Saône   | 01243      | Messimiens   | 5,95             | 1 224 (2014)                      | 206                |
| Montmerle-sur-Saône | 01263      | Montmerlois  | 4,16             | 3 811 (2014)                      | 916                |

## Compétences
- Assainissement collectif
- Assainissement non collectif
- Collecte des déchets des ménages et déchets assimilés
- Traitement des déchets des ménages et déchets assimilés
- Politique du cadre de vie
- Action sociale
- Création, aménagement, entretien et gestion de zone d'activités industrielle, commerciale, tertiaire, artisanale ou touristique
- Action de développement économique (Soutien des activités industrielles, commerciales ou de l'emploi, Soutien des activités agricoles et forestières...)
- Tourisme
- Construction ou aménagement, entretien, gestion d'équipements ou d'établissements culturels, socioculturels, socio-éducatifs, sportifs
- Transport scolaire
- Schéma de cohérence territoriale (SCOT)
- Création et réalisation de zone d'aménagement concertée (ZAC)
- Constitution de réserves foncières
- Création, aménagement, entretien de la voirie
- Programme local de l'habitat
- Opération programmée d'amélioration de l'habitat (OPAH)
- Autres

## Pour approfondir